# Теория двухступенчатого потока информации
Теория двухступенчатого потока информации (англ. the two-step flow of communication) утверждает, что усваивание информации происходит в два этапа, большинство людей формируют свои мнения под влиянием лидеров мнений, которые, в свою очередь, находятся под воздействием массмедиа. В отличие от модели одномоментного воздействия (hypodermic needle model или magic bullet theory), которая предполагает, что люди напрямую подвержены влиянию массмедиа, согласно модели двухступенчатого потока идеи распространяются от массмедиа к лидерам мнений, а от них — к более широкой аудитории. Лидеры мнений передают свою собственную интерпретацию информации, дополняя её содержанием из медиа.

## История создания теории
Впервые теория двухступенчатого потока информации была разработана П. Лазарсфельдом, Б. Берельсоном и Г. Годэ в 1944 году и опубликована в книге «Выбор народа». Ученых заинтересовало одно явление, которое они обнаружили в ходе исследования предвыборной кампании в США: агитация проводимая СМИ была в основном направлена на соперника Рузвельта, но несмотря на это последний получил большинство голосов на выборах. В связи с этим создатели теории задумались над причинами, которые повлияли на неэффективность убеждений средств массовой информации. В итоге результаты исследования показали, что решения избирателей в большей степени зависели от мнения окружающих, а не от СМИ. Таким образом был сделан вывод, что лидеры общественного мнения способны оказывать сильное воздействие на решения, принимаемые отдельными индивидуумами. Согласно теории, цепь передачи информации выглядит следующим образом: сначала СМИ оказывают влияние на лидеров общественного мнения, что является так называемой первой ступенью потока, далее последние воздействуют на широкую аудиторию, что считается второй ступенью.

## Развитие теории
Дальнейшее развитие теории двухступенчатого потока информации послужило тому, что массовая аудитория перестала рассматриваться как единое целое и была поделена на различные категории, психологические и социальные характеристики которых стали широко изучаться в сфере рекламы и связей с общественностью.
В свою очередь, Уилбур Шрамм, американский социолог, в 1950—1960-х годах развил теорию двухступенчатого потока информации и назвал её моделью многоступенчатого потока информации. Согласно этой теории, количество ступеней коммуникации увеличивается, следовательно у лидеров общественного мнения появляются уже свои лидеры мнения, при этом информация передается многократно и с каждой последующей коммуникацией становится все более субъективной. Сам Уилбур Шрамм отмечал, что «…межличностные каналы функционируют параллельно каналам массовой коммуникации и оказывают значительное влияние на общество». Модификация теории также послужила формированию основных характеристик группы лидеров общественного мнения. П. Лазарсфельд в 1944 году, продолжая работать над своей теорией, выявил отличительные черты данной группы, а именно коммуникабельность, способность расположить к себе людей, умение выступать в роли советчика и стремление к повышению знаний. Ученые отмечают, что с течением времени круг людей, располагающих данными качествами, значительно расширился. С появлением интернета и, как следствие, социальных сетей уже более современная версия двухступенчатой модели коммуникации, а именно многоступенчатая, снова подвергается модификации. Развитие технологий послужило значительному увеличению «многоступенчатости» и стиранию границ между интерперсональной, групповой и массовой коммуникацией. Примером этого может служить общение в социальных сетях, так как они могут одновременно быть как площадкой массовой коммуникации, так как аудитория тех или иных сайтов часто превышает количество пользователей традиционных СМИ, так и групповой, так как обычно мы общаемся в сети с друзьями и коллегами. Кроме того, общение через комментарии можно охарактеризовать как интерперсональный вид коммуникации.

## Критика
Несмотря на то, что и теория двухступенчатого потока информации, и её модифицированный вариант — теория многоступенчатого потока информации, получили широкое признание, некоторые ученые считают, что их практическое значение преувеличено. Так, например, М. Шенк, немецкий профессор, утверждает, что данные модели не являются универсальными. После нескольких исследований он пришел к выводу, что коммуникация в несколько ступеней возможна только в период значительных событий для общества, в другое же время взаимосвязь между СМИ и реципиентом остается прямой. Таким образом М. Шенк заключает, что основное воздействие на общество оказывают именно средства массовой коммуникации.
Кроме того, согласно исследованиям П. Дойчманна и В. Дэниелсона гипотеза о двухступенчатом потоке, в контексте передачи информации, должна применяться с определенной осторожностью в массовых коммуникациях. Ученые приводят доказательства того, что информация достигает реципиента напрямую, без участия лидеров общественного мнения. П. Дойчманн и В. Дэниелсон пишут, что теория П. Лазарсфельда не в полной мере описывает процесс обучения, в ходе которого знания, в основном, приобретаются без посредников. Сверх того, в работе Э. Роджерс «Диффузия инноваций» приводятся результаты опроса, в котором две третьи респондентов отдали свое предпочтение СМИ, как более доверительному источнику информации, чем межличностное общение. Таким образом, теория выдвинутая П. Лазарсфельдом скорее подходит для более общего описания медиа поведения, но не для изучения определенной информации. В обоих исследованиях подтверждается превалирование одноступенчатого потока информации.

## Теория в контексте информационного общества
В век технологий многие исследователи используют модель двухступенчатого потока информации для получения данных о степени воздействия СМИ на аудиторию. В 2011 году на веб-конференции в Индии американские ученые Шамоэя Шу, Винтера Мэйсона, Джейка Хофмана и Дункана Вотса представили доклад «Кто, что и кому говорит в Twitter». При анализе твиттер-аудитории был сделан вывод, что информация взятая непосредственно из средств массовой коммуникации составляет лишь часть от общего потока социальной сети. Ученые решили выявить процентное соотношение между информацией переданной напрямую и через посредников, а так же выяснить кем являются посредники: обычными пользователями или элитой. Результаты исследования показали, что аккаунты лидеров общественного мнения пользуются большей популярностью у аудитории Твиттера, чем аккаунты официальных СМИ. Важно, что у знаменитостей число подписчиков и количество ретвитов зачастую выше, чем у твиттер-аккаунтов средств массовой информации. Таким образом, отдельная личность и СМК становятся в равной степени важными источниками информации, так как аудитория испытывает к обоим ресурсам одинаковую степень доверия, а развитие технологий, в свою очередь, обеспечивает обоим источникам равные возможности.
Г. Г. Щепилова, доктор филологических наук, профессор кафедры теории и экономики СМИ факультета журналистики МГУ имени М. В. Ломоносова в своей статье «Теория многоступенчатого потока информации: новое прочтение» утверждает, что теория двухступенчатого потока информации, несмотря на развитие интернета и появление электронных СМИ, остается крайне актуальной, но при этом теперь она обрела новую форму восприятия. Профессор приводит в пример новость от 3 мая 2013 года опубликованной на lenta.ru: «Пассажирский Boeing-757, летевший из Екатеринбурга в Анталию, утром в пятницу совершил вынужденную посадку в московском аэропорту „Домодедово“. Об этом „РИА Новости“ сообщил источник в правоохранительных органах Москвы». Г. Г. Щепилова пишет, что в данном тексте мы наблюдаем сразу три ступени коммуникации, первой из которых стали правоохранительные органы, после чего «РИА Новости» опубликовали новость на своем портале. Далее lenta.ru разместила текст на своем сайте и, таким образом, стала третьей ступенью. Но на этом этапе процесс распространения информации не закончился, так как позже другие СМИ также опубликовали новость на своих порталах, а пользователи социальных сетей её разместили в социальных сетях. Из этого примера профессор делает вывод, что интернет позволяет ускорить процесс распространения информации во много раз и способствует увеличению ступеней коммуникации.